# 阿曼灣

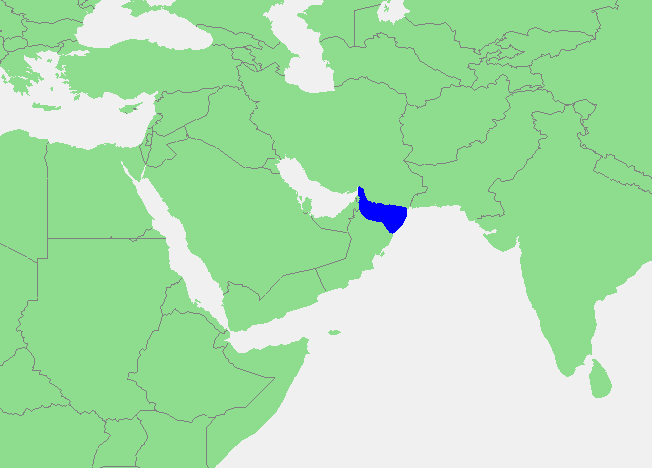
阿曼湾的位置。

阿曼湾（阿拉伯语：‎，波斯语：‎）是连接阿拉伯海至荷莫茲海峽的海域，一般被当作波斯湾的分海，而非阿拉伯海的一部分。阿曼湾的北面是巴基斯坦和伊朗，南面是阿曼，西面则是阿拉伯联合酋长国。

## 外部链接

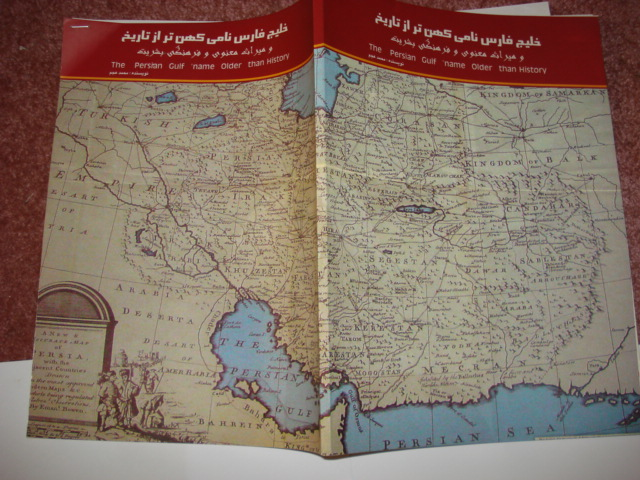
波斯湾

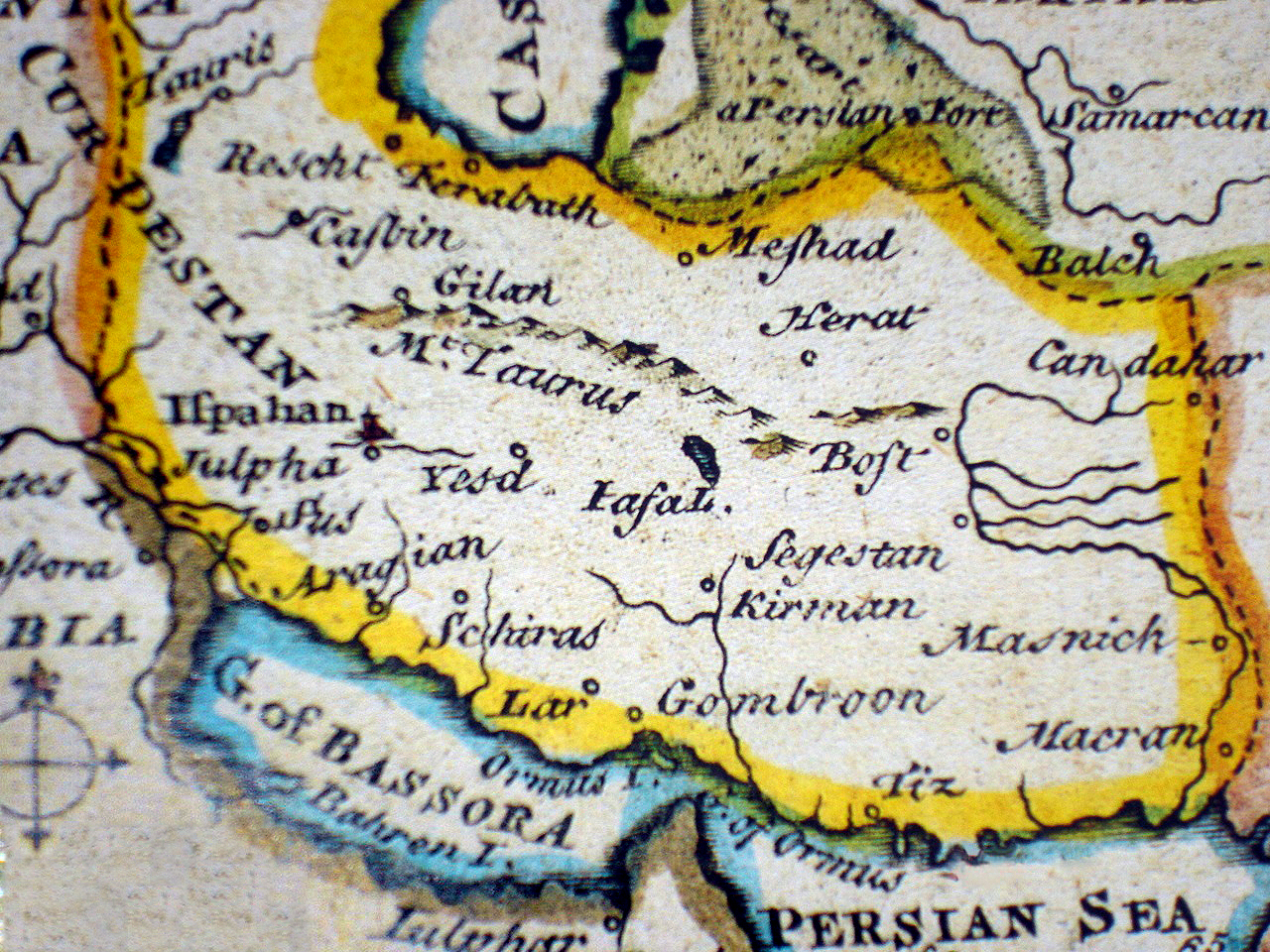
波斯湾